# NGC 6484
NGC 6484 (również PGC 61008 lub UGC 11010) – galaktyka spiralna (Sb), znajdująca się w gwiazdozbiorze Herkulesa. Odkrył ją Truman Safford 11 lipca 1866 roku. Niezależnie odkrył ją Édouard Jean-Marie Stephan 27 czerwca 1876 roku.